# Chiloschista trudelii
Chiloschista trudelii är en orkidéart som beskrevs av Gunnar Seidenfaden. Chiloschista trudelii ingår i släktet Chiloschista och familjen orkidéer. Inga underarter finns listade i Catalogue of Life.